# 24 Hores de Montjuïc 1977
L'edició de 1977 de les 24 Hores de Montjuïc fou la 23a d'aquesta prova, organitzada per la Penya Motorista Barcelona al Circuit de Montjuïc el cap de setmana del 9 i 10 de juliol.
Era la tercera prova del Campionat d'Europa de resistència d'aquell any.

## Classificació general
| Posició | Pilot 1           | Pilot 2                 | Motocicleta | Voltes |
| ------- | ----------------- | ----------------------- | ----------- | ------ |
| 1       | Christian Huguet  | Pentti Korhonen         | Honda 997   | 760    |
| 2       | Christian Léon    | Jean-Claude Chemarin    | Honda       | 758    |
| 3       | Jacques Luc       | Benjamí Grau            | Honda       | 752    |
| 4       | Gary Green        | Maurice Maingret        | Japauto     | 745    |
| 5       | Mark Stinglhamber | Jack Buytaert           | Dholda      | 743    |
| 6       | Neil Tuxworth     | Norman White            | Honda       | 739    |
| 7       | John Cowie        | Bernie Toleman          | BMW         | 727    |
| 8       | Xavier Barba      | Francisco Pérez Calafat | Montesa     | 685    |
| 9       | Freddy Collewaert | Jean-Paul Languy        | BMW         | 665    |
| 10      | Stan Woods        | Tony Rutter             | Honda       | 663    |

1. ↑  Velocitat mitjana: 120,005 km/h.

## Trofeus addicionals
- XXIII Trofeu "Centauro" de El Mundo Deportivo: Honda (Christian Huguet - Pentti Korhonen)